# Marcel Brândză
Marcel Brândză (n. 1 martie 1868, Iași – d. 30 martie 1934, București) a fost un botanist român. S-a ocupat cu cercetarea anatomiei plantelor, a contribuit fundamental la cercetarea mixomicetelor din România și a întocmit unele determinatoare de floră. A studiat dezvoltarea tegumentelor semințelor unor plante din familia Geraniacee, Lythraceae și Oenotheraceae și structura anatomică a hibrizilor obținuți pe cale sexuală.

## Biografie
A absolvit liceul la Iași, în 1887, apoi se înscrie la Facultatea de științe din București, secția de științe naturale. Aici primește o bursă de specializare la Sorbona, unde își ia licența și doctoratul sub îndrumarea profesorului Gaston Bonnier. Teza de doctorat susținută în 1891 s-a intitulat Développement des téguments de la graine.
După întorcerea în țară este numit profesor de liceu și profesează în mai multe orașe din țară. Între anii 1901-1907, Dr. Marcel Brândză a predat științele naturale la Liceul Cantemir Vodă (actualul Colegiu Național „Cantemir-Vodă”) din București. Între 1909-1910 a fost profesor de botanică agricolă, geologie și mineralogie al Școlii superioare de agricultură de la Herăstrău. Între 1920-1927 a fost profesor la Liceul Matei Basarab. În 1924 a fost conferențiar la Facultatea de Farmacie din București. În 1927 este însărcinat cu conservarea ierbarului de criptogame al Institutului botanic din București.
În „Societatea de mâine”, revistă săptămânală pentru probleme sociale și economice cuprinzând buletinul secției social-economice a „ASTREI“, din august 1926, publicată la Cluj, apărea următoarea informație:
În Vechiul Regat singur numai d. prof. Marcel Brândză a început după răsboiu publicarea unei foarte valoroase colecțiuni de ciuperci din neamul mixomicetelor, precum și un herbar-tip, de gogoși de plante „Cecidiotheoa Dacica“.
Herbarul de zoocecidii „Dr. Marcel Brândză”, conservat la Muzeul Național de Istorie Naturală „Grigore Antipa” din București, cuprinde 301 eșantioane vegetale uscate cu cecidii produse de un număr de circa 200 specii de organisme galigene. Catalogul acestei colecții este o sursă consistentă de date faunistice și floristice pentru România, chiar dacă au caracter istoric, toate exemplarele fiind colectate în diferite localități din România.
La Universitatea din Strasbourg se păstrează un ierbar cu specimene din România, recoltate, în majoritate, între 1830 și 1910, la care au contribuit aproape 40 de botaniști. Marcel Brândză a contribuit și el cu plante recoltate în perioada 1921-1929.

## Lucrări

### Publicate
- Recherches sur le développement des téguments séminaux des Angiospermes (1890)
- Recherches anatomique sur les hybrides (1890)
- Contribuțiuni la studiul zoocecidiilor din România (1914)
- Myxomycetes de Roumanie (1914)
- Les Myxomycetes de Neamz (Moldavie) (1928)
- Sur l'influence de la chaleur et de l'évaporation rapide sur les Myxomycetes calcarées en plein soleil (1925)
- Sur la polychromie des Myxomycetes vivant en plein soleil (1925)
- New species of Amaurochaete (1926)
- Recherches morphologiques et expérimentales sur les sclerotes des Myxomycetes calcarées (1928)
- Contribution a l'étude des Gasteromycetes de Roumanie (1932)
- Flora ilustrată a plantelor lemnoase din România (1934)

### Rămase în manuscris
- Flora ilustrată a României (12 volume)
- Determinator al plantelor cu flori simple și compuse din România
- Flora plantelor din împrejurimile Bucureștilor
- Botanica sistemică